# Gmach Dyrekcji Kolei w Chełmie

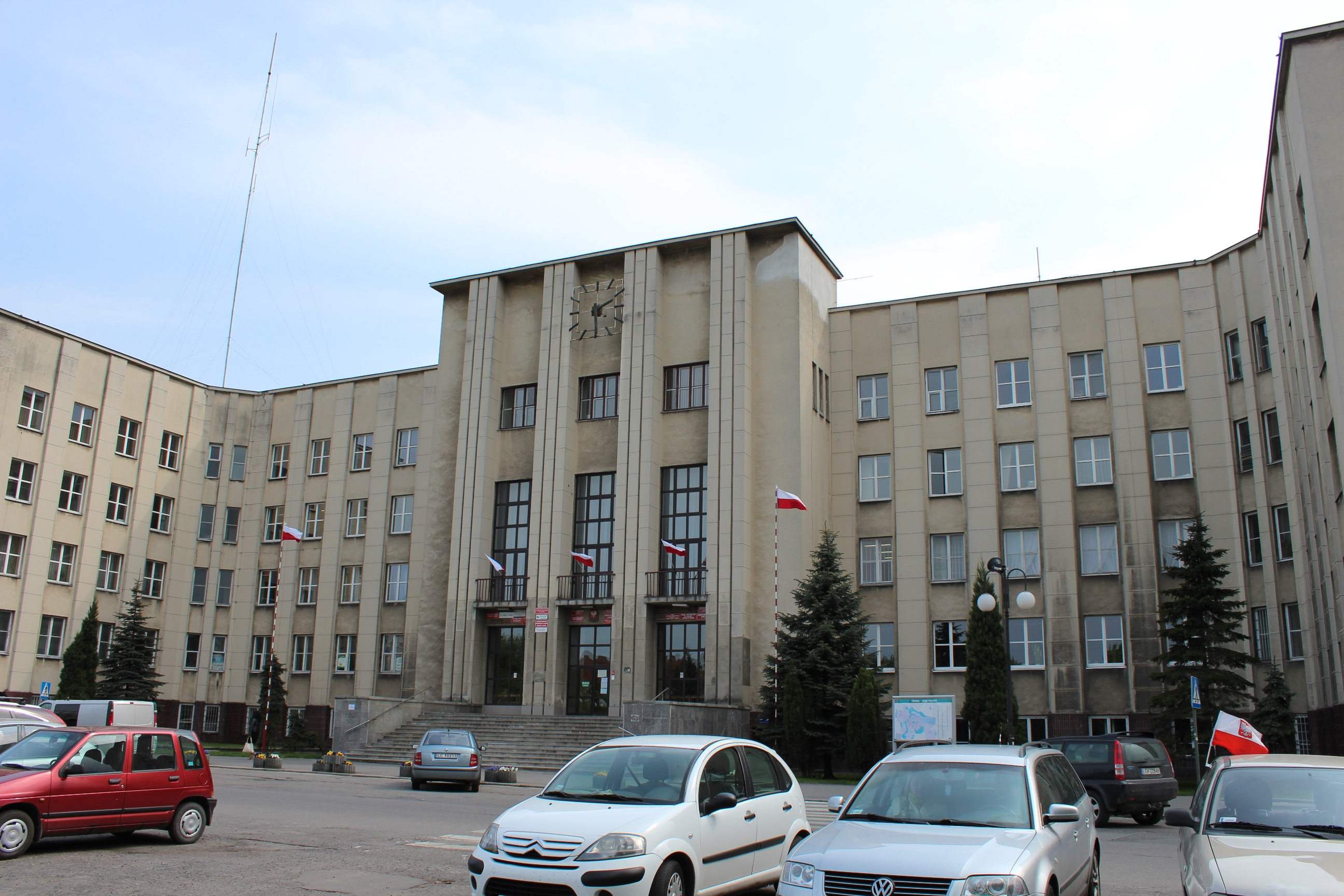
Gmach Dyrekcji Kolei, obecnie m.in. Siedziba Starostwa Powiatowego

Gmach Dyrekcji Kolei, Gmach Dyrekcji, Gmach PKWN – pięciokondygnacyjny budynek biurowy w Chełmie, wzniesiony w latach 1928–1939 w ramach budowy dzielnicy Nowe Miasto, położony w południowej części pl. Niepodległości, usytuowany na północnej osi kompozycyjnej i widokowej dzielnicy Nowe Miasto, między Wzgórzem Kredowym a Dworcem PKP, wzdłuż której wyznaczono al. Marszałka Józefa Piłsudskiego (w czasach PRL al. Karola Świerczewskiego). W latach 1974–1999 siedziba Urzędu Wojewódzkiego w Chełmie. Obecnie siedziba m.in. Starostwa Powiatowego, Lubelskiego Urzędu Wojewódzkiego Delegatura w Chełmie, Urzędu Poczty Polskiej (Chełm 4) i wielu innych instytucji.

## Historia
Decyzję o rozpoczęciu budowy siedziby Wschodniej Dyrekcji Okręgowej Kolei Państwowych oraz osiedla kolejowego w ramach dzielnicy Nowe Miasto podjął Minister Komunikacji w maju 1928 r. Wstępny projekt budowlany Gmachu opracował inż. Henryk J. Gay (1875-1936) na zlecenie Ministerstwa Komunikacji. Do prowadzenia budowy i nadzoru Ministerstwo Komunikacji utworzyło na miejscu Kierownictwo Budowy Gmachu Dyrekcji Kolei Państwowych i Kolonji Mieszkalnej w Chełmie. Nadzór nad budową powierzyło inż. Zygmuntowi Mianowskiemu. Budowę Gmachu Dyrekcji Kolei powierzyło firmie Tor, a budowę domów mieszkalnych firmie Budeks. W lipcu 1928 r. rozpoczęto budowę osiedla, a kamień węgielny pod Gmach Dyrekcji położono 22 października tego samego roku.
Pośpiech w rozpoczęciu i prowadzeniu inwestycji bez przygotowania i w nierozsądnych terminach (okres zimy), niedostosowanie projektu budowlanego do lokalnych warunków geologicznych (podłoże kredowe i zbyt płytkie fundamentowanie) wskutek rozdziału projektu od nadzoru nad jego realizacją w imię źle pojętych oszczędności oraz brak koordynacji i niedostateczny nadzór nad wykonawstwem – w połączeniu z niskimi temperaturami zimą 1929 r., doprowadziły do pękania murów pod wpływem mrozu i uszkodzeń konstrukcji budynków na dużą skalę. Kilka kolejnych komisji powoływanych przez Ministerstwo Komunikacji do zbadania przyczyn tej katastrofy budowlanej, orzekło jedna po drugiej, że przyczyną była zima, a zawinił chełmski grunt kredowy. Istotnie spowolniło to tempo robót w 1929 r., a następnie doprowadziło od wstrzymania całej inwestycji. W lipcu 1929 r. nadzór nad kontynuacją budowy powierzono inż. Mikołajowi Leszczynie-Głybowskiemu. Do 1930 r. powstało 112 budynków mieszkalnych w stanie surowym, a osiedle obejmowało 20 ulic o łącznej długości ok. 5 km. Do 1931 r. wykończono 31 budynków na potrzeby przeniesienia Biura Kontroli Dochodów PKP z Bydgoszczy. Latem 1932 roku do Chełma przybyło kilkanaście rodzin urzędników i pracowników PKP z Bydgoszczy. Do ich dyspozycji oddano wykończone i gotowe do zamieszkania lokale położone na ulicy Bydgoskiej. Prace wykończeniowe przerwano w 1932 r. z powodu kryzysu gospodarczego. W niewykończonych budynkach zamurowano otwory okienne.
Po kilkuletnich staraniach miasta Chełma prace wznowiono w 1938 r. i do wybuchu II wojny światowej wykończono Gmach Dyrekcji Kolei. 1 grudnia 1939 r. miało nastąpić przeniesienie urzędów kolejowych z Radomia, do którego już jednak nie doszło z powodu wybuchu wojny.
Od 23 sierpnia 1944 do 1 października 1945 mieściła się w nim Oficerska Szkoła Artylerii. Ukończyło ją 1356 oficerów. Mieszkańcy miasta pokryli koszt sztandaru bojowego szkoły, który przekazano podchorążym 29 kwietnia 1945. Wschodnią ścianę holu głównego ozdobiono malowidłem z emblematami szkoły (biały piastowski orzeł i znaki artylerii). W 1977 wydano medal pamiątkowy z odznaką szkoły i portretem gen. Józefa Bema.
W 1952 w fasadę budynku wmurowano tablicę z napisem:
| W tym domu od dnia 21 lipca do dnia 30 lipca 1944 roku mieściła się siedziba Polskiego Komitetu Wyzwolenia Narodowego pierwszego rządu polskiego ludu pracującego Wmurowano w dziesiątą rocznicę powstania Polskiej Partii Robotniczej |
W okresie powojennym znajdowały się w nim m.in. siedziby urzędów wojewódzkich i powiatowych, szkoły, stacja pogotowia ratunkowego, przychodnia, biblioteka, itp. Od 1 czerwca 1975 był siedzibą Urzędu Wojewódzkiego.

## Architektura
Gmach w rzucie zbliżony do litery H. Posiada pięć pełnych skrzydeł i dwa skrócone. W latach 80. XX wieku znajdowało się w nim 351 pokoi oraz sala posiedzeń. Strona frontowa budynku składa się z 19 osi, ryzalitu środkowego i dwóch skrzydeł alkierzowych po bokach. Ryzalit środkowy posiada cztery przyścienne słupy i wychodzi reprezentacyjnymi schodami na plac Niepodległości. Wyprawa elewacji składa się ze szlachetnego tynku i miki. Posiada cokół z cegły klinkierowej. Reprezentacyjny, dwupoziomowy hol przy głównym wejściu, powiązany jest z symetrycznym układem schodów i atriami o wysokości pięciu kondygnacji, zwieńczonymi świetlikami na szczycie.
Architektura Gmachu posiada wyraźnie cechy wczesnego modernizmu, odrzucającego już radykalnie secesyjne dekoracje i dążącego do prostych, nowoczesnych form z płaskimi dachami, o surowym, ascetycznym wyrazie. Niemniej nawiązuje do tradycji jeszcze klasyczną symetrią bryły, jak i symetrycznym, osiowym rozplanowaniem Gmachu, usytuowanym na północnej osi dzielnicy Nowe Miasto, między Wzgórzem Kredowym i Dworcem PKP. W kontraście do Gmachu, architektura osiedla zachowuje tradycyjne, klasycyzujące formy, typowe dla obiektów z tego okresu realizowanych przez PKP w całym kraju.
24 kwietnia 1971 decyzją Wojewódzkiego Konserwatora Zabytków Urzędu Wojewódzkiego w Lublinie, układ urbanistyczny osiedla kolejowego, obejmującego Gmach Dyrekcji, został wpisany do rejestru zabytków pod nr A/138.